# Quillota (Valparaíso)
Quillota is een gemeente in de Chileense provincie Quillota in de regio Valparaíso. Quillota telde 90.517 inwoners in 2017 en heeft een oppervlakte van 302 km².

## Sport
Quillota is de thuisbasis van de in 1919 opgericht voetbalclub San Luis Quillota, bijgenaamd Canarios en El Santo Glorioso. De club speelt zijn thuiswedstrijden in het Estadio Municipal Lucio Fariña Fernández, dat een capaciteit heeft van 7.500 toeschouwers. San Luis Quillota speelt sinds 2011 in de op een na hoogste divisie van het Zuid-Amerikaanse land, de Primera B (Segunda División).

## Geboren
- Patricio Yáñez (1961), voetballer
- Sebastián Pardo (1982), voetballer
- Marco Estrada (1983), voetballer
- Francisco Silva (1986), voetballer

- Library of Congress Control Number: n85389323
- Nationale Bibliotheek van Israël: 987007564841305171
- Virtual International Authority File: 312822742
- WorldCat: E39PBJmTmd6Kdxjt4RfTXkwpyd